# Allemagne de l'Ouest aux Jeux olympiques d'hiver de 1972
L'équipe d'Allemagne de l'Ouest a participé aux Jeux olympiques d'hiver de 1972 à Sapporo.
Les athlètes ouest-allemands ont remporté cinq médailles (dont trois d'or) et se sont classés sixième au classement des nations par médailles.

## Liste des médaillés ouest-allemands

### Médailles d'or
| Sport               | Discipline     | Sportifs                             | Performance        |
| Médailles d'or : 3  |                |                                      |                    |
| Bobsleigh           | Bob à deux (H) | Wolfgang Zimmerer Peter Utzschneider | 4 min 57 s 07      |
| Patinage de vitesse | 500 m (H)      | Erhard Keller                        | 39 s 44            |
| Patinage de vitesse | 1 000 m (F)    | Monika Pflug                         | 1 min 31 s 40 (RO) |

### Médailles d'argent
| Sport                  | Discipline     | Sportifs               | Performance   |
| Médailles d'argent : 1 |                |                        |               |
| Bobsleigh              | Bob à deux (H) | Horst Floth Pepi Bader | 4 min 58 s 84 |

### Médailles de bronze
| Sport                   | Discipline       | Sportifs                                                                 | Performance   |
| Médailles de bronze : 1 |                  |                                                                          |               |
| Bobsleigh               | Bob à quatre (H) | Wolfgang Zimmerer Peter Utzschneider Stefan Gaisreiter Walter Steinbauer | 4 min 43 s 92 |

## Sources
- (en) Cet article est partiellement ou en totalité issu de l’article de Wikipédia en anglais intitulé « West Germany at the 1972 Winter Olympics » (voir la liste des auteurs).